# Sándor Pál (filozófus)
Sándor Pál (Szolnok, 1901. április 1. – Budapest, 1972. február 21.) filozófus, egyetemi tanár, a filozófiai tudományok doktora.
Írói álnevei: Alexander Pál, Altenau Pál, André Gaillard, Gésmey Pál, Humble, Kelemen Lajos, Kollár Ferenc, Köhler Gusztáv, Paul Ravin, Safáry Ferenc, Kurt Sauerland, John Stuart Miller, J. St. Miller, Roger Steffens, Szalai György, Szolnoki Sándor Pál, Nicolaus Waubke.

## Élete
Sándor Miksa városi pénztártiszt és Kohn Hermina (1868–1951) gyermekeként született. 1918-tól vett részt a munkásmozgalomban. 1919-től a Kommunisták Magyarországi Pártja (KMP) tagja. A Tanácsköztársaság alatt a szolnoki KIMSZ szervezet vezetője volt. A Tanácsköztársaság bukása után letartóztatták, majd ideiglenesen szabadlábra helyezték.
1921-ben Bécsbe emigrált, ahol 1925-ig a Bécsi Egyetemen filozófiát tanult. A KMP bécsi szervezeteinek és az Osztrák Kommunista Párt tagja. Az ifjúmunkás csoportban tevékenykedett. 1925-től 1927-ig újságíró volt.
1927-ben a KMP Külföldi Bizottságának utasítására hazatért, és még ebben az évben belépett a Magyarországi Szocialista Munkáspártba (a Vági István vezette MSZMP-be) is. Közben magántisztviselőként dolgozott. Több cikke jelent meg a KMP legális kiadványában, a 100% című folyóiratban, amelynek betiltása után 1931–33-ban a Társadalmi Szemlét szerkesztette. 1926. december 23-án Budapesten házasságot kötött Szerényi Mózes tanító és Götzl Lujza lányával, Juliannával. 1929–30-ban néhány hónapig a Kommunista című lap szerkesztőbizottságának tagja is volt.
Ekkoriban számos kisebb ponyvát, füzetes regényt adott közre, tucatnyi álnéven, illetve ezek egy részén fordítóként tüntette föl álnevét. A második világháború alatt az Európa Könyvtár sorozatának szerkesztője, a Magyar Történelmi Emlékbizottság tagja volt. Többször letartóztatták. 1944-ben illegalitásba vonult.
1945 után a Magyar Kommunista Párt (MKP) Budapest, II. kerületi titkára, majd a Szabad Nép szerkesztőségében dolgozott, és szerkesztője volt a Gazdaság című folyóiratnak. 1950-ben koholt vádak alapján letartóztatták.
1954-ben rehabilitálták. 1954-től az Országos Fordító Iroda igazgatója volt. 1956 végén részt vett a Magyar Szocialista Munkáspárt (MSZMP) megszervezésében. 1956-ban és 57-ben az MSZMP Budapest V. kerületi pártbizottságának elnöke volt. 1958-tól a Budapesti Orvostudományi Egyetem marxizmus-leninizmus tanszékét vezette. Ebben az évben lett a filozófiai tudományok doktora. 1959-től haláláig az Eötvös Loránd Tudományegyetem bölcsészettudományi karán a filozófiai tanszék vezetője volt.

## Művei

### Filozófiatörténet
- Marx vagy Hendrik de Man, Faust Kiadás, Budapest, 1934, 79 oldal
- Fasiszta munkakódexek (Korunk Könyvei sorozatban), 1934
- A történelmi materializmus története, Budapest, 1938
- Filozófiai lexikon 1-6, Faust Kiadás, Budapest, 1941
- Aristoteles, Faust Kiadás, Budapest, 1941, Faust kis könyvei sorozat 1., 70 oldal
- Aquinoi Szent Tamás és Szent Ágoston, Faust Kiadás, Budapest, 1941, Faust kis könyvei sorozat, 39 oldal
- A két Bacon:[11] külön lenyomat a Filozófiai lexikonból, Faust Kiadás, Budapest, 1941, Faust kis könyvei sorozat, 30 oldal
- Három orosz filozófus, Faust Kiadás, Budapest, 194?, Faust kis könyvei sorozat, 45 oldal
- A dialektika története, szerzői magánkiadás, Budapest, 1943
- Két magyar filozófus – Böhm Károly és Brandenstein Béla, Budapest, 1944
- Engels mint filozófus, Faust Imre Könyvkiadó, Budapest, 1945
- A természettudományok fejlődése a Szovjetunióban, Faust Imre Könyvkiadó, Budapest, 1945
- Filozófiai hátramaradottságunk okairól, Európa, Budapest, 1946[12]
- Tervgazdaság és kapitalizmus, A „Gazdaság” kiadása, Budapest, 1947?
- Aristoteles logikája, Gondolat Kiadó, Budapest, 1958
- A XIX. századvégi agrárválság Magyarországon, Gazdaságtörténeti értekezések sorozat, Akadémiai Kiadó, Budapest, 1958, 440 oldal
- A filozófia története Marxtól Leninig I-II. (egyetemi jegyzet), Felsőoktatási Jegyzetellátó Vállalat, Budapest, 1960-1961
- A filozófia története I–III., Akadémiai Kiadó, Budapest, 1965
- Nicolaus Cusanus, Gondolat Kiadó, Budapest, 1965
- A klasszikus német filozófia, Gondolat Könyvkiadó, Budapest, 1966
- Az idős Schelling és a fiatal Engels (Különlenyomat a Magyar Filozófiai Szemle 1966. évi 4. számából), Budapest, 1966
- Henri Bergson filozófiája, Gondolat Könyvkiadó, Budapest, 1967
- A filozófia is közügyǃ (tanulmányok), Magvető Könyvkiadó, Budapest, 1968
- Az ár ellen (tanulmányok), Magvető Könyvkiadó, Budapest, 1970
- Az ideológiáról, Gondolat Könyvkiadó, Budapest, 1972
- A két frankfurti iskola, Kossuth Könyvkiadó, Budapest, 1972
- A magyar filozófia története 1900–1945, I–II., Magvető Könyvkiadó, Budapest, 1973
- A filozófia fejlődéstörvényei (sajtó alá rendezte: Tihanyi József), Gondolat Könyvkiadó, Budapest, 1975
- Sándor Pál-Lukács György-...: A marxista etika történetéből, Művelődési Minisztérium Marxizmus-Leninizmus Oktatási Főosztálya, Budapest, 1984